# Megataphrus chandleri
Megataphrus chandleri är en skalbaggsart som beskrevs av Christian Friedrich Stephan 1989. Megataphrus chandleri ingår i släktet Megataphrus och familjen barkbaggar. Inga underarter finns listade i Catalogue of Life.